# Fabry-Pérot-Laser
Der Ausdruck Fabry-Pérot-Laser wird für Laserdioden verwendet, bei denen die beiden gegenüberliegenden Endflächen des laseraktiven Materials als teildurchlässige Spiegel wirken und somit einen Fabry-Pérot-Resonator darstellen. Solche Systeme wurden nach den Physikern Charles Fabry und Alfred Pérot benannt. 
Wie bei einem Fabry-Pérot-Interferometer sind je nach Länge des Lasers mehrere longitudinale Schwingungsmoden möglich, die innerhalb der Verstärkungsbandbreite des aktiven Bereiches liegen. Dementsprechend ist die spektrale Bandbreite eines Fabry-Pérot-Lasers recht groß, sie beträgt 1…4 nm.
Im Gegensatz dazu arbeiten Distributed-Feedback-Laserdioden (DFB-Laser) mit einem wellenlängenselektiven Resonator bzw. Reflektor und erreichen dadurch wesentlich geringere spektrale Bandbreiten.
Fabry-Pérot-Resonatoren werden auch bei anderen Lasern angewendet, diese Laser werden jedoch in der Regel nicht so bezeichnet.